# دوسر ذو القرنين
الدوسر ذو القرنين (الاسم العلمي: Aegilops bicornis) نوع نباتي يتبع جنس الدوسر من الفصيلة النجيلية. 

## البيئة والانتشار
موطنه بلاد الشام وسيناء والمغرب العربي وقبرص.

## مرادفات للاسم العلمي
- (باللاتينية: Triticum bicorne Forssk.)
- (باللاتينية: Sitopsis bicornis (Forssk.) Á. Löve)
- (باللاتينية: Triticum bicorne Forssk.)